# Мирто (Козенца)
Мирто је насеље у Италији у округу Козенца, региону Калабрија.
Према процени из 2011. у насељу је живело 8684 становника. Насеље се налази на надморској висини од 69 м.